# Radiovtsé
Radiovtsé (en macédonien Радиовце, en albanais Radioci) est un village du nord-ouest de la Macédoine du Nord, situé dans la municipalité de Brvenitsa. Le village comptait 1049 habitants en 2002. Il est majoritairement albanais.

## Démographie
Lors du recensement de 2002, le village comptait :
- Albanais : 691
- Macédoniens : 349
- Serbes : 3
- Autres : 9